# العلاقات الأوزبكستانية البوتسوانية
العلاقات الأوزبكستانية البوتسوانية هي العلاقات الثنائية التي تجمع بين أوزبكستان وبوتسوانا.

## مقارنة بين البلدين
هذه مقارنة عامة ومرجعية للدولتين:
| وجه المقارنة                                              | أوزبكستان       | بوتسوانا                       |
| --------------------------------------------------------- | --------------- | ------------------------------ |
| المساحة (كم2)                                             | 448.98 ألف      | 581.74 ألف                     |
| عدد السكان (نسمة)                                         | 32.39 مليون     | 2.29 مليون                     |
| الكثافة السكانية (ن./كم²)                                 | 72.14           | 3.94                           |
| العاصمة                                                   | طشقند           | غابورون                        |
| اللغة الرسمية                                             | اللغة الأوزبكية | لغة إنجليزية                   |
| العملة                                                    | سوم أوزبكستاني  | بولا بوتسواني                  |
| الناتج المحلي الإجمالي (بليون دولار)                      | 48.72 مليار     | 17.41 مليار                    |
| الناتج المحلي الإجمالي (تعادل القوة الشرائية) بليون دولار | 190.50 مليار    | 35.84 مليار                    |
| الناتج المحلي الإجمالي الاسمي للفرد دولار أمريكي          | 2.13 ألف        | 6.36 ألف                       |
| الناتج المحلي الإجمالي للفرد دولار أمريكي                 | 5.57 ألف        | 16.10 ألف                      |
| مؤشر التنمية البشرية                                      | 0.675           | 0.698                          |
| رمز المكالمات الدولي                                      | +998            | +267                           |
| رمز الإنترنت                                              | .uz             | .bw                            |
| المنطقة الزمنية                                           | ت ع م+05:00     | ت ع م+02:00، توقيت وسط إفريقيا |

## منظمات دولية مشتركة
يشترك البلدان في عضوية مجموعة من المنظمات الدولية، منها:
| علم المنظمة | اسم المنظمة                               | تاريخ انضمام أوزبكستان | تاريخ انضمام بوتسوانا |
| ----------- | ----------------------------------------- | ---------------------- | --------------------- |
|             | مؤسسة التنمية الدولية                     | 24 سبتمبر 1992         | 24 يوليو 1968         |
|             | يونسكو                                    | 26 أكتوبر 1993         | 16 يناير 1980         |
|             | وكالة ضمان الاستثمار متعدد الأطراف        | 4 نوفمبر 1993          | 15 مايو 1990          |
|             | الأمم المتحدة                             | 2 مارس 1992            | 17 أكتوبر 1966        |
|             | الاتحاد البريدي العالمي                   | ?                      | ?                     |
|             | البنك الدولي للإنشاء والتعمير             | 21 سبتمبر 1992         | 24 يوليو 1968         |
|             | الاتحاد الدولي للاتصالات                  | 10 يوليو 1992          | 2 أبريل 1968          |
|             | منظمة حظر الأسلحة الكيميائية              | ?                      | ?                     |
|             | مؤسسة التمويل الدولية                     | 30 سبتمبر 1993         | 23 مارس 1979          |
|             | المركز الدولي لتسوية المنازعات الاستشارية | 25 أغسطس 1995          | 14 فبراير 1970        |
|             | منظمة الشرطة الجنائية الدولية             | ?                      | ?                     |

## وصلات خارجية
- موقع وزارة الخارجية الأوزبكستانية
- موقع وزارة الخارجية البوتسوانية